# 安野匠
安野 匠（やすの たくみ、2006年4月8日 - ）は、 神奈川県茅ヶ崎市出身のプロサッカー選手。Jリーグ・ベガルタ仙台所属。ポジションはフォワード。

## 経歴

### プロ入り前
中学時代には「もっと高いレベルでチャレンジしたい」と、クラブチームのシュートＪｒユースに所属。「誰にも負けたくない」という一心でサッカーに打ち込み、10校以上の高校から推薦を受ける活躍ぶりを見せた。
高校は「プレースタイルがあっていて、自分の良さが発揮できそう」だと、新潟県の帝京長岡高校に進学。二年次には同校サッカー部のプレミアリーグ初昇格を経験し、エースナンバー「14」を付けた。三年次のインターハイでは得点ランキング2位の5得点をマークし、初めての4強入りに貢献。同校初挑戦となった高円宮杯 JFA U-18サッカープレミアリーグ 2024では初勝利の試合でゴールするなど11得点をマークし残留に貢献。2024年8月、U-18日本代表に初招集。

### ベガルタ仙台
2024年9月4日、2025年からベガルタ仙台に加入することが内定。また2024年の特別指定選手となった。
2025年3月26日、YBCルヴァンカップ1stラウンド1回戦の栃木SC戦で公式戦初出場初先発を果たした。そしてその週末に行われたJ2第7節カターレ富山戦にも途中出場し、Jリーグデビューも飾った。6月、香港で行われた「International Youth Invitational Football Cup at KTSP June 2025」に参加するU-20 Jリーグ選抜に南創太と共に招集され、準決勝のマラガU-20戦で4得点を挙げるなどして優勝に貢献した。

## 所属クラブ
- グランツ梅田
- シュートJrユース
- 帝京長岡高等学校
  - 2024年  ベガルタ仙台（特別指定選手）
- 2025年 -  ベガルタ仙台

## 個人成績
| 国内大会個人成績 | 国内大会個人成績 | 国内大会個人成績 | 国内大会個人成績 | 国内大会個人成績 | 国内大会個人成績 | 国内大会個人成績 | 国内大会個人成績 | 国内大会個人成績 | 国内大会個人成績 | 国内大会個人成績 | 国内大会個人成績 |
| 年度             | クラブ           | 背番号           | リーグ           | リーグ戦         | リーグ戦         | リーグ杯         | リーグ杯         | オープン杯       | オープン杯       | 期間通算         | 期間通算         |
| 年度             | クラブ           | 背番号           | リーグ           | 出場             | 得点             | 出場             | 得点             | 出場             | 得点             | 出場             | 得点             |
| 日本             | 日本             | 日本             | 日本             | リーグ戦         | リーグ戦         | リーグ杯         | リーグ杯         | 天皇杯           | 天皇杯           | 期間通算         | 期間通算         |
| ---------------- | ---------------- | ---------------- | ---------------- | ---------------- | ---------------- | ---------------- | ---------------- | ---------------- | ---------------- | ---------------- | ---------------- |
| 2025             | 仙台             | 40               | J2               |                  |                  |                  |                  |                  |                  |                  |                  |
| 通算             | 日本             | 日本             | J2               | 0                | 0                | 0                | 0                | 0                | 0                | 0                | 0                |
| 総通算           | 総通算           | 総通算           | 総通算           | 0                | 0                | 0                | 0                | 0                | 0                | 0                | 0                |

- 2024年は特別指定選手（背番号46、出場なし）

出場歴
- Jリーグ初出場 - 2025年3月30日 J2第7節 vs カターレ富山（富山県総合運動公園陸上競技場）

## タイトル

### クラブ
帝京長岡高等学校
- 全国高等学校サッカー選手権新潟県大会：1回（2023年）
- 全国高等学校総合体育大会サッカー競技新潟県大会：2回（2023、2024年）
- 高円宮杯 JFA U-18サッカープリンスリーグ北信越：1回（2023年）

### 代表
U-20 Jリーグ選抜
- International Youth Invitational Football Cup at KTSP June ：1回（2025年）

## 代表歴
- U-18日本代表
  - SBSカップ 国際ユースサッカー（2024年）
- U-20 Jリーグ選抜
  - International Youth Invitational Football Cup at KTSP June（2025年）
- U-22日本代表
  - Mirabror Usmanov（英語版）Memorial Cup 2025（2025年）